# Colegio de Bellas Artes Juan José Plaza
Colegio Fiscal de Bellas Artes Juan José Plaza fue fundada como una escuela de artes plásticas, Actualmente es un colegio público en Guayaquil. El colegio se especializa en las artes plásticas como la pintura, la escultura, artes gráficas, etc. Su fundador fue Juan José Plaza, su primer rector fue el escultor Alfredo Palacio Moreno y su rector más notable fue el artista Luis Peñaherrera Bermeo.

## Historia
Fue fundada el 15 de abril de 1941, en el edificio donde antiguamente existió una plaza de toros, inicialmente fue regentada por la Municipalidad de Guayaquil, por lo que era conocida como: Escuela Municipal de Bellas Artes, la cual estregaba el título de Profesor en Artes Plásticas, luego de 31 años en 1972 cambió su nombre al de Colegio Municipal de Bellas Artes Juan José Plaza.

## Alumnos destacados
- Luis Miranda Neira[3]
- Félix Aráuz
- Guillermo De Lucca
- Theo Constante
- Evelio Tandazo